# 北極一
北極一，又稱太子或小熊座 γ（γ Ursae Minoris、縮寫為Gamma UMi、γ UMi），英文名 Pherkad，是位在北半球小熊座的拱極星。太子與帝（小熊座β，Kochab）一起組成"小北斗"尾端的勺口，根据依巴谷卫星测算的恆星視差结果，北極一距离太阳大约487光年（149秒差距）。小北斗星群組成小熊的尾巴。

## 命名
小熊座γ（拉丁文是Gamma Ursae Minoris）是拜耳命名法的恆星名稱。
它過去的傳統名稱是Pherkad，源自阿拉伯文فرقد，簡稱為farqad、"calf"，全名為 aḫfa al farkadayn，意思是"昏暗中的兩隻牛犢"，也就是太子（Pherkad）與帝（Kochab），而全稱的Ahfa al Farkadain傳統上是勾陳四（小熊座ζ）。太子有時被稱為Pherkad Major，以與天床增二（Pherkad Minor，小熊座11，小熊座γ1）有所區別。在2016年，國際天文學聯合會組織下的IAU恆星名稱工作組（WGSN）規範了恆星傳統專有名稱的目錄。WGSN於2016年8月21日批准這顆恒星的名稱Pherkad，並收入IAU的恆星目錄中。
恆星光譜分類為A3II-III型的白色巨星或亮巨星。虽然有资料将其归纳为超巨星，但是对比超巨星它显然太小，亮度只有普通A型超巨星的10%。視星等3.05等，距離地球480光年。北極一的亮度超過太陽的1100倍，质量约是太阳的5倍，直徑超過太陽的15倍。北極一在公元前1900年至公元500年間與北極二一起成为北極星。